# 宝珠稲荷神社 (東京都中央区)
宝珠稲荷神社（ほうじゅいなりじんじゃ）は、東京都中央区銀座にある神社である。

## 祭神
- 宇迦之御魂神

## 歴史
この神社は、1615年（慶長20年）、三河国深溝藩主板倉重昌の屋敷神として祀られたのに始まる。